# Cordioniscus beroni
Cordioniscus beroni is een pissebed uit de familie Styloniscidae. De wetenschappelijke naam van de soort is voor het eerst geldig gepubliceerd in 1968 door Vandel.